# 四十挺の拳銃
『四十挺の拳銃』（よんじっちょうのけんじゅう、Forty Guns）は、1957年のアメリカ合衆国の西部劇映画。
監督・脚本はサミュエル・フラー、出演はバーバラ・スタンウィックとバリー・サリヴァンなど。
40人の手下を率いる女性の悪党に戦いを挑む連邦保安官を描いている。
日本では劇場未公開だが、JSB（現WOWOW）で放映された他、『必殺のガンマン』のタイトルでテレビ放映されたこともある。また、2006年11月25日にDVDが発売されている。

## ストーリー
アリゾナ州コーチス郡に、法執行官グリフ・ボネルが助手で弟のウェスとチコと共にやって来る。郵便泥棒ハワード・スウェインを捕らえることが目的だったが、コーチスは保安官から政治家まで、大牧場ドラグーンの女主人で40人のガンマンを手下に従えたジェシカ・ドラモンドに支配されており、保安官助手であるスウェインも彼女の手下の1人だった。
到着早々、ジェシカの弟ブローキーが酔って町中を荒し回っているのを目撃したグリフは、ブローキーを倒して牢に入れるが、これによりグリフらは明確にジェシカ側の敵となる。グリフに引き渡されたスウェインは、ジェシカの手下である保安官ローガンに、ジェシカの不正をバラすと脅して釈放を要求するが、逆にローガンの手引きによって殺される。スウェイン殺害の実行犯であるサベージを捕らえにドラグーンにやって来たグリフは、偶然出会ったジェシカと共にハリケーンに襲われるが、危機を2人で乗り切ったことをきっかけに2人は深く愛し合うようになる。一方、スウェインの殺害で自らの立場が危うくなったローガンは、偽のサベージを囮にグリフを殺そうとするが、チコの機転で失敗、サベージはチコに殺される。愛するジェシカに見放されたローガンは首を吊って自殺する。
グリフを憎むブローキーは、町の娘と結婚式を挙げたウェスを撃ち殺す。グリフはブローキーを逮捕、ジェシカは財産と権力の全てを失う。ところが、ブローキーは面会に来たジェシカを盾にして逃げようとする。グリフはジェシカを撃ち、それに動揺したブローキーを撃ちまくり殺す。グリフが意図的に急所を外していたジェシカは怪我を負っただけすぐに回復する。グリフはチコに保安官の仕事を任せ、町を出て行こうとすると、それをジェシカが追いかけ、2人は共に町を後にする。

## キャスト
- ジェシカ・ドラモンド: バーバラ・スタンウィック - 大牧場ドラグーンの主。コーチス郡を牛耳る女ボス。
- グリフ・ボネル: バリー・サリヴァン - 元ガンマンの法執行官。
- ネッド・ローガン: ディーン・ジャガー - コーチス郡保安官。ジェシカの手下。
- ブローキー・ドラモンド: ジョン・エリクソン（英語版） - ジェシカの弟。無法者。
- ウェス・ボネル: ジーン・バリー - グリフの弟で助手。
- チコ・ボネル: ロバート・ディックス（英語版） - グリフの末弟。

## 作品の評価
Rotten Tomatoesによれば、18件の評論のうち高評価は94%にあたる17件で、平均点は10点満点中8.13点となっている。